# RS:X

Вітрильна дошка для RS-X

RS: X — вид вітрильного спорту, змагання на вітрильній дошці особливого типу. Уперше обраний ISAF для Літніх Олімпійських ігор 2008, замінивши змагання у класі MOD. Ця дисципліна аналогічна змаганням у класі Formula — спорядження уможливлює показувати добрі результати при слабкому й помірному вітрі.
Спорядження включає дошку з прямокутним швертом (daggerboard) і вітрилом характерної форми. Дошка має 286 см у довжину та 93 см у ширину. На відміну від дошки для класу Formula, вона досить важка — 15,5 кг, що удвічі перевищує вагу першої, але наближується до дощок класу MOD. Втім, вага повністю спорядженої дошки RS: X перевищує 19 кг (проти 17 у дошки для MOD).
RS: X по суті являє собою проміжну ланку між перегонами на традиційних дошках (що розвивають швидкість 5-35 вузлів) і перегонами у класі Formula (12-30 вузлів).
Форма й конструкція вітрила заснована на вітрилі RS4 виробництва компанії Neil Pryde.

## Технічні характеристики
- Екіпаж: 1 особа
- Матеріал: вуглецеве волокно, склотекстоліт
- Вага корпусу: 15,5 кг
- Загальна довжина корпусу: 2,86 м
- Загальна ширина корпусу: 0,93 м
- Висота щогли: 5,2 м (для чоловіків); 4,9 м (для жінок)
- Площа вітрила: 9,5 м² (для чоловіків); 8,5 м² (для жінок)

## Змагання

### Олімпійські ігри

#### Чоловіки
| Ігри                | Золото                         | Срібло              | Бронза                      |
| ------------------- | ------------------------------ | ------------------- | --------------------------- |
| 2008 Пекін          | Том Ешлі (NZL)                 | Жульєн Бонтам (FRA) | Шахар Цубері (ISR)          |
| 2012 Лондон         | Доріан ван Рейссельберге (NED) | Нік Демпсі (GBR)    | Пшемислав Мярчинський (POL) |
| 2016 Ріо-де-Жанейро | Доріан ван Рейссельберге (NED) | Нік Демпсі (GBR)    | П'єр Ле Кок (FRA)           |

#### Жінки
| Ігри                | Золото              | Срібло                   | Бронза                  |
| ------------------- | ------------------- | ------------------------ | ----------------------- |
| 2008 Пекін          | Інь Цзянь (CHN)     | Алессандра Сенсіні (ITA) | Брайоні Шоу (GBR)       |
| 2012 Лондон         | Маріна Алабау (ESP) | Туулі Петая (FIN)        | Зофія Клепацька (POL)   |
| 2016 Ріо-де-Жанейро | Шарлін Пікон (FRA)  | Чень Пейна (CHN)         | Стефанія Елфутіна (RUS) |

### Світові чемпіонати

#### Чоловіки
| Ігри              | Золото                          | Срібло                          | Бронза                          |
| ----------------- | ------------------------------- | ------------------------------- | ------------------------------- |
| 2006 Торболе      | Каспер Боуман ( NED)            | Том Ешлі ( AUS)                 | Пшемислав Мярчинський ( POL)    |
| 2007 Кашкайш      | Рікардо Сантос ( BRA)           | Пшемислав Мярчинський ( POL)    | Нік Демпсі ( GBR)               |
| 2008 Окленд       | Том Ешлі ( NZL)                 | Жуан Родрігеш ( POR)            | Шахар Цубері ( ISR)             |
| 2009 Веймут       | Нік Демпсі ( GBR)               | Німрод Машіах ( ISR)            | Доріан ван Рейссельберге ( NED) |
| 2010 Кертемінне   | Пйотр Мишка (POL)               | Пшемислав Мярчинський (POL)     | Німрод Машіах (ISR)             |
| 2011 Перт         | Доріан ван Рейссельберге ( NED) | Пйотр Мишка ( POL)              | Німрод Машіах ( ISR)            |
| 2012 Кадіс        | Жульєн Бонтам (FRA)             | Нік Демпсі (GBR)                | Жан-Поль Тобен (NZL)            |
| 2013 Бузіос       | Нік Демпсі (GBR)                | Доріан ван Рейссельберге (NED)  | Байрон Коккаланіс (GRE)         |
| 2014 Сантандер    | Жульєн Бонтам (FRA)             | Пшемислав Мярчинський ( POL)    | Тома Гуаяр ( FRA)               |
| 2015 Аль-Муссанах | П'єр Ле Кок ( FRA)              | Ван Айчень ( CHN)               | Доріан ван Рейссельберге (NED)  |
| 2016 Ейлат        | Пйотр Мишка ( POL)              | Доріан ван Рейссельберге ( NED) | Кіран Бадлое ( NED)             |
| 2017 Еносіма      | Бін Є (CHN)                     | Матео Санц Ланц (SUI)           | Менфань Гао (CHN)               |
| 2018 Орхус        | Доріан ван Рейссельберге (NED)  | Кіран Бадлое (NED)              | Луї Жіар (FRA)                  |
| 2019 Торболе      | Кіран Бадлое (NED)              | Доріан ван Рейссельберге (NED)  | П'єр Ле Кок (FRA)               |
| 2020 Сорренто     | Кіран Бадлое (NED)              | Доріан ван Рейссельберге (NED)  | Тома Гуаяр (FRA)                |

#### Жінки
| Ігри              | Золото                    | Срібло                    | Бронза                    |
| ----------------- | ------------------------- | ------------------------- | ------------------------- |
| 2006 Торболе      | Алессандра Сенсіні ( ITA) | Маріна Алабау ( ESP)      | Фостін Мерре ( FRA)       |
| 2007 Кашкайш      | Зофія Клепацька ( POL)    | Барбара Кендалл ( NZL)    | Джессіка Крісп ( AUS)     |
| 2008 Окленд       | Алессандра Сенсіні ( ITA) | Барбара Кендалл ( NZL)    | Маріна Алабау ( ESP)      |
| 2009 Веймут       | Маріна Алабау ( ESP)      | Бланка Манчон ( ESP)      | Шарлін Пікон ( FRA)       |
| 2010 Кертемінне   | Бланка Манчон ( ESP)      | Алессандра Сенсіні ( ITA) | Шарлін Пікон ( FRA)       |
| 2011 Перт         | Лі Корзіц ( ISR)          | Зофія Клепацька ( POL)    | Маріна Алабау ( ESP)      |
| 2012 Кадіс        | Лі Корзіц ( ISR)          | Зофія Клепацька ( POL)    | Алессандра Сенсіні ( ITA) |
| 2013 Бузіос       | Лі Корзіц ( ISR)          | Брайоні Шоу ( GBR)        | Майан Давидович ( ISR)    |
| 2014 Сантандер    | Шарлін Пікон ( FRA)       | Маріна Алабау ( ESP)      | Майан Давидович ( ISR)    |
| 2015 Аль-Муссанах | Чень Пейна ( CHN)         | Брайоні Шоу ( GBR)        | Ліліан де Геус ( NED)     |
| 2016 Ейлат        | Малгожата Бялецька (POL)  | Брайоні Шоу (GBR)         | Ліліан де Геус (NED)      |
| 2017 Еносіма      | Чень Пейна (CHN)          | Цзяхуей Ву (CHN)          | Лю Юньсю (CHN)            |
| 2018 Орхус        | Ліліан де Геус ( NED)     | Шарлін Пікон ( FRA)       | Лю Юньсю ( CHN)           |
| 2019 Торболе      | Лю Юньсю ( CHN)           | Катя Спичакова ( ISR)     | Ліліан де Геус ( NED)     |
| 2020 Сорренто     | Ліліан де Геус (NED)      | Шарлін Пікон (FRA)        | Ной Дріхан (ISR)          |

### Юніори

#### Чоловіки
| Ігри                       | Золото                     | Срібло                           | Бронза                          |
| -------------------------- | -------------------------- | -------------------------------- | ------------------------------- |
| 2007 Сопот (Польща)        | Хрістіан Фраймюллер (GER)  | Річард Гамільтон (GBR)           | П'єр Ле Кок (FRA)               |
| 2008 Паттая (Таїланд)      | Хо Цунь Люн (HKG)          | Пйотр Мишковський (POL)          | Фісеас Кампас (GRE)             |
| 2009 Бодрум (Туреччина)    | Міхаліс Малеккідес (CYP)   | Тома Гуаяр (FRA)                 | Манфреді Мізурака (ITA)         |
| 2010 Кертемінне (Данія)    | Тома Гуаяр (FRA)           | Міхаліс Малеккідес (CYP)         | Павел Тарновський (POL)         |
| 2011 Кальярі (Італія)      | Павел Тарновський (POL)    | Луї Жіар (FRA)                   | Сем Стіллс (GBR)                |
| 2012 Острів Пенху          | Павел Тарновський (POL)    | Кіран Мартін (GBR)               | Мартен Ольмета (FRA)            |
| 2013 Чивітавекк'я (Італія) | Маттіа Камбоні (ITA)       | Маян Рафік (ISR)                 | Баутіста Саубідет Біркнер (ARG) |
| 2014 Клірвотер (США)       | Радослав Фурманський (POL) | Маттіа Камбоні (ITA)             | Тоні Бонет Масіас (ESP)         |
| 2015 Гдиня (Польща)        | Йоав Омер (ISR)            | Франсіско Саубідет Біркнер (ARG) | Тітуан Ле Боск (FRA)            |
| 2016 Лімасоль (Кипр)       | Йоав Омер (ISR)            | Камілль Бує (FRA)                | Том Реувені (ISR)               |
| 2017 Торболе (Італія)      | Том Реувені (ISR)          | Лука Ді Томассі (ITA)            | Енді Браун (GBR)                |

#### Жінки
| Ігри              | Золото                 | Срібло                  | Бронза                   |
| ----------------- | ---------------------- | ----------------------- | ------------------------ |
| 2007 Сопот        | Моана Делле (GER)      | Мая Дзярновська (POL)   | Регіна Штадлер (GER)     |
| 2008 Паттая       | Лаура Лінарес (ITA)    | Хей Мань Чань (HKG)     | Мая Дзярновська (POL)    |
| 2009 Бодрум       | Іззі Гамільтон (GBR)   | Леонор Бош (FRA)        | Ло Сінь Лам (HKG)        |
| 2010 Кертемінне   | Іззі Гамільтон (GBR)   | Ганна Зембжуська (POL)  | Елен Ноесмоен (FRA)      |
| 2011 Кальярі      | Агнешка Більська (POL) | Каміла Смектала (POL)   | Барбара Дмуховська (POL) |
| 2012 Острів Пенгу | Наомі Коген (ISR)      | Саскія Сіллс (GBR)      | Жанна Дантес (FRA)       |
| 2013 Чивітавекк'я | Марта Маджетті (ITA)   | Гадас Гохстер (ISR)     | Маелль Гільбо (FRA)      |
| 2014 Клірвотер    | Емма Вілсон (GBR)      | Береніс Меж (FRA)       | Марта Маджетті (ITA)     |
| 2015 Гдиня        | Ной Дріхан (ISR)       | Стефанія Єлфутіна (RUS) | Береніс Меж (FRA)        |
| 2016 Лімасоль     | Катя Спичакова (ISR)   | Ной Дріхан (ISR)        | Маріам Сехпосян (RUS)    |
| 2017 Торболе      | Мая Морріс (ISR)       | Емма Вілсон (GBR)       | Кадзамі Мацуура (JPN)    |

#### Юніори до 19 років

##### Хлопчики
| Ігри               | Золото                | Срібло             | Бронза                |
| ------------------ | --------------------- | ------------------ | --------------------- |
| 2017 Санья         | Йоав Коген (ISR)      | Чень Хао (CHN)     | Сіл Гекстра (NED)     |
| 2018 Корпус-Крісті | Джеронімо Норес (USA) | Ніколо Ренна (ITA) | Фабієн Піанацца (FRA) |
| 2019 Гдиня         | Фабієн Піанацца (FRA) | Ніколо Ренна (ITA) | Ліам Сегев (ISR)      |

##### Дівчинки
| Ігри               | Золото             | Срібло                 | Бронза                 |
| ------------------ | ------------------ | ---------------------- | ---------------------- |
| 2017 Санья         | Емма Вілсон (GBR)  | Джорджія Спечале (ITA) | Ting Yu (CHN)          |
| 2018 Корпус-Крісті | Айлей Вотсон (GBR) | Веерле тен Хаве (NZL)  | Джорджія Спечале (ITA) |
| 2019 Гдиня         | Ліна Гева (ISR)    | Яна Рєзникова (RUS)    | Елоїза Маккваер (FRA)  |